# Apeadeiro de Trezói
O Apeadeiro de Trezói, (nome anteriormente grafado como "Trezoi"), foi uma gare da Linha da Beira Alta, situada na localidade de Trezói, no Distrito de Viseu, em Portugal.

## Descrição
O abrigo de plataforma situa-se do lado norte da via (lado esquerdo do sentido ascendente, a Vilar Formoso).

## História
A Linha da Beira Alta foi inaugurada em 1 de Julho de 1883, pela Companhia dos Caminhos de Ferro Portugueses da Beira Alta. Trezói não constava entre as estações e apeadeiros existentes na linha à data de inauguração, porém, tendo este interface sido criado posteriormente.
Em 1939, a Companhia da Beira Alta construiu uma nova plataforma, com 50 m de comprimento, sendo este apeadeiro então denominado de Trezoi.
Em 5 de Agosto de 2018, com a introdução de novos horários pela CP, os comboios regionais entre Coimbra e a Guarda deixaram de efectuar paragem neste apeadeiro, que ficou sem qualquer serviço ferroviário.